# Köpec
Köpec (románul Căpeni) falu Romániában Kovászna megyében. Közigazgatásilag Baróthoz tartozik. Köpecen számos rendezvényt szerveznek, például kamionos találkozó, falu napok. Bányászfaluként kezdte és egy elég nagy népességel rendelkező falu lett.

## Fekvése
Székelyudvarhelytől 35 km-re délkeletre, Sepsiszentgyörgytől 25 km-re, Brassótól 40 km-re, Barót központjától 4 km-re délre, az Oltba ömlő Köpec-patak mellett fekszik.

## Története
1459-ben Kepecz néven említik. A mai falu a 17. században Kis- és Nagyköpec egyesüléséből keletkezett. Az egykori Kisköpec helyén ma is találhatók romtöredékek. Egykori kápolnája a Varjúvár nevű magaslaton állott, ahol egykor a Varjúvár nevű kora középkori erőd is volt, eredete, sorsa ismeretlen, nyoma alig  maradt. Határában a Csemeréte nevű helyen volt 1661-ben a csemeréti-csata, ahol Barcsay Gáspár serege legyőzte a meghódolni nem akaró háromszéki székelyeket. 1848. december 9-én a köpeci híd közelében ütköztek meg a székelyek a 
császári csapatokkal, a falut elfoglaló Heydte tábornok éjszaka felgyújtatta azt, a menekülők közül sokakat lekaszaboltak. Innen származik a mondás: Baj van Köpecen. December 13-án a székelyek ellentámadása a Keresztútnál győzelemmel végződött. 
1887-ben a csata helyén levő tömegsírnál fejfát állítottak. 
1901-ben a falu piacára emlékoszlop került. A keresztúti csata helyén 1970-ben állították fel a törött kardot ábrázoló emlékművet.
1944-ben a román Maniu-gárdisták pusztítottak itt.
A falu határában 1872 és 1967 között lignitbánya működött.
1910-ben 1299 lakosából 1286 magyar, 7 román, 3 német, 3 szlovák volt. A trianoni békeszerződésig Háromszék vármegye Miklósvári járásához tartozott. 1992-ben 1213 lakosából 1190 magyar, 22 román, 1 német volt.
A falu túlnyomó része a református felekezethez tartozik.

## Látnivalók
- A falu református temploma középkori eredetű, mai formáját 1928-ban nyerte el, védőfala 1819-ben épült.
- Ortodox temploma 1712-ben épült, 1881-ben újjáépítették.
- A Hoffmann-kúria a 19. században klasszicista stílusban épült.
- A köpeci szil az év fája[2] lett Romániában 2011-ben.
- Bányászati magángyűjtemény
- Bányairoda
- Bánya bejárata

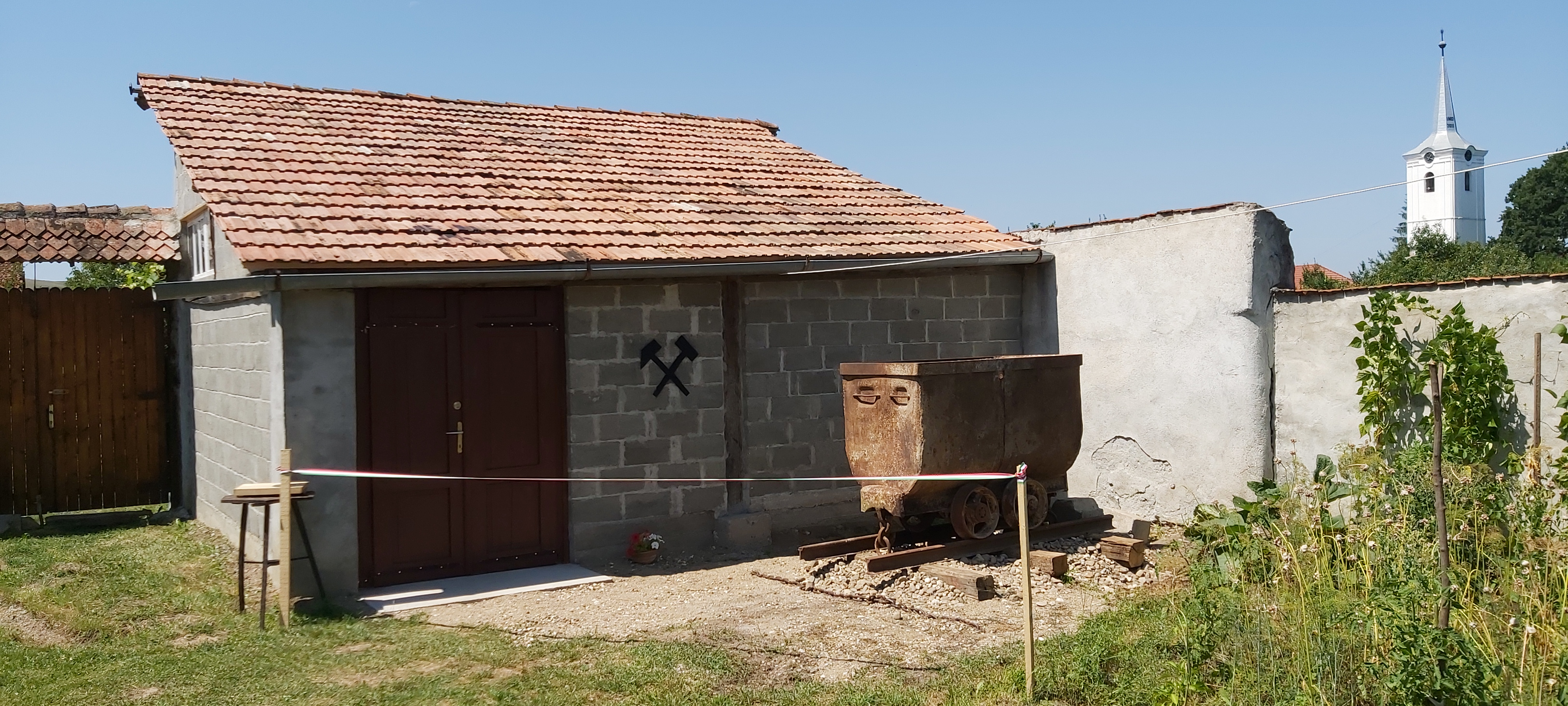
Köpeci bányászati magángyűjtemény
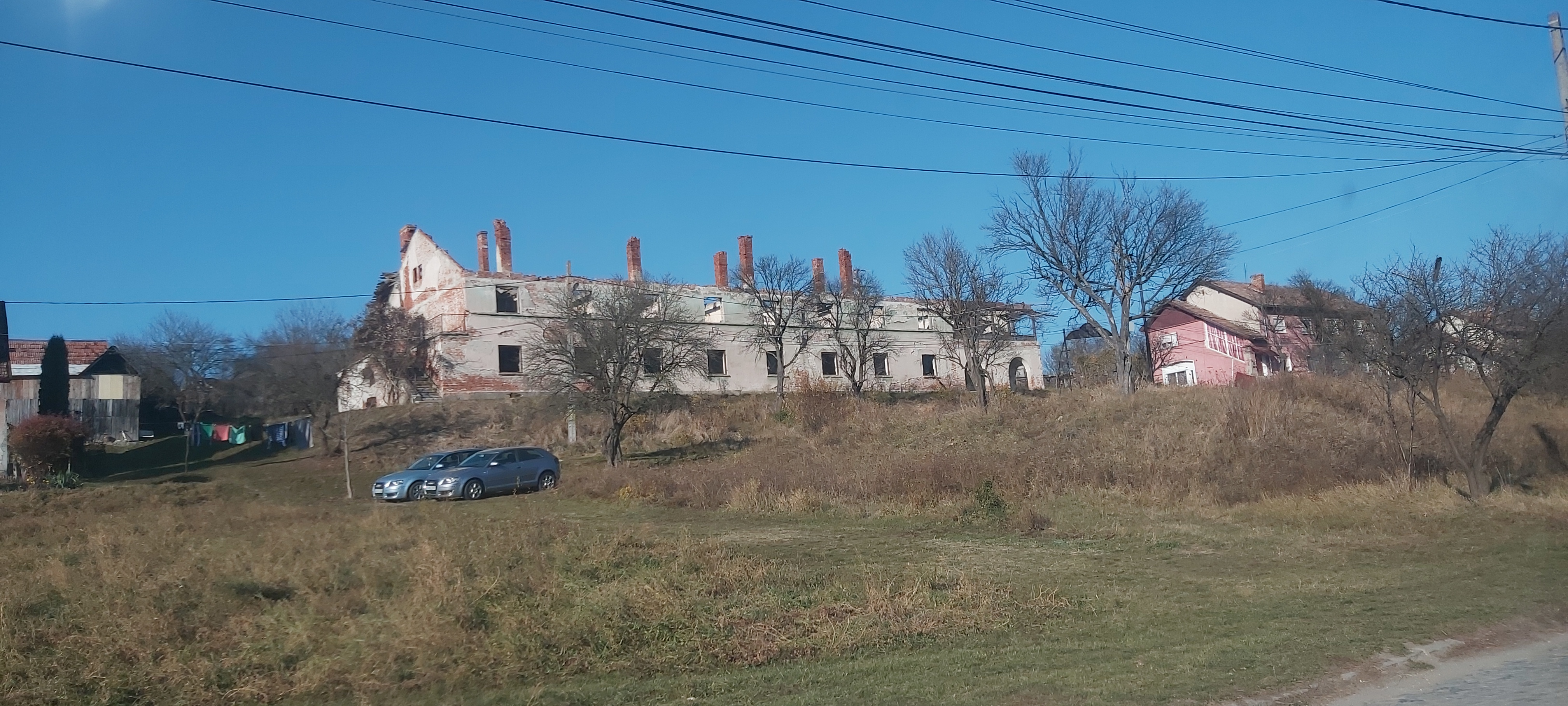
Bányairoda, "köpeci nagyiroda"
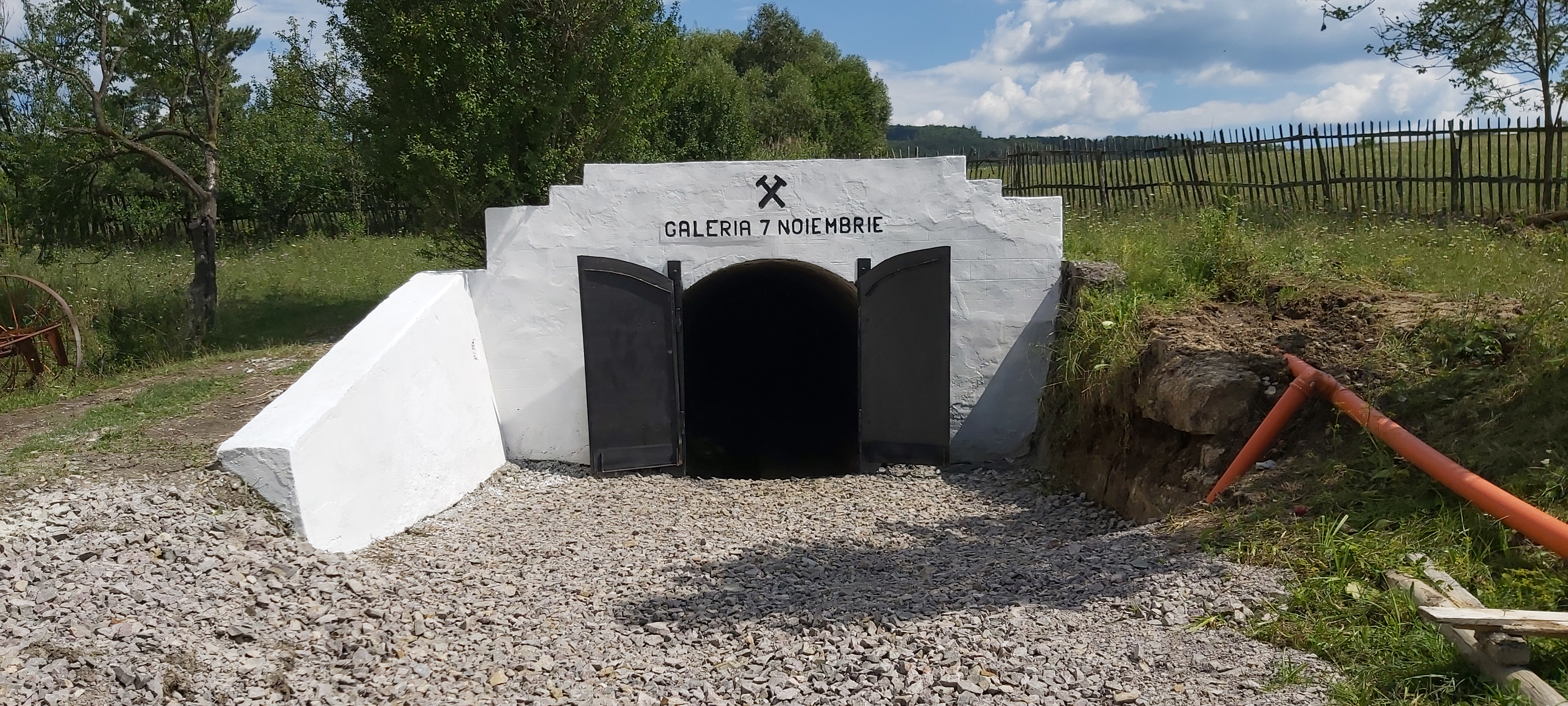
Géza- (November 7) bánya felújított bejárata

## Híres emberek
- Itt született 1875-ben Kamenyiczky Etelka írónő.
- Innen származik és itt élt 1919-től 1941-ig Köpeczi Sebestyén József heraldikus és művészettörténész.
- Itt született 1923. június 30-án Györffy Rózsa, író, színésznő.
- Itt született 1936. február 9-én Gúzs Imre író, újságíró.
- Itt született 1972. szeptember 26-án Nagy Sándor labdarúgó, labdarúgóedző
- Itt született 1974. november 2-án Urák István természettudományi szakíró, egyetemi oktató.

## Képek
- Véczeri 48-as emlékmű
- Köpeci szil, az év fája Romániában 2011-ben
- Hagyományos pánkósütés